# 厚岸フェリー
厚岸フェリー（あっけしフェリー）は、かつて北海道厚岸郡厚岸町に存在した航路。

## 概要

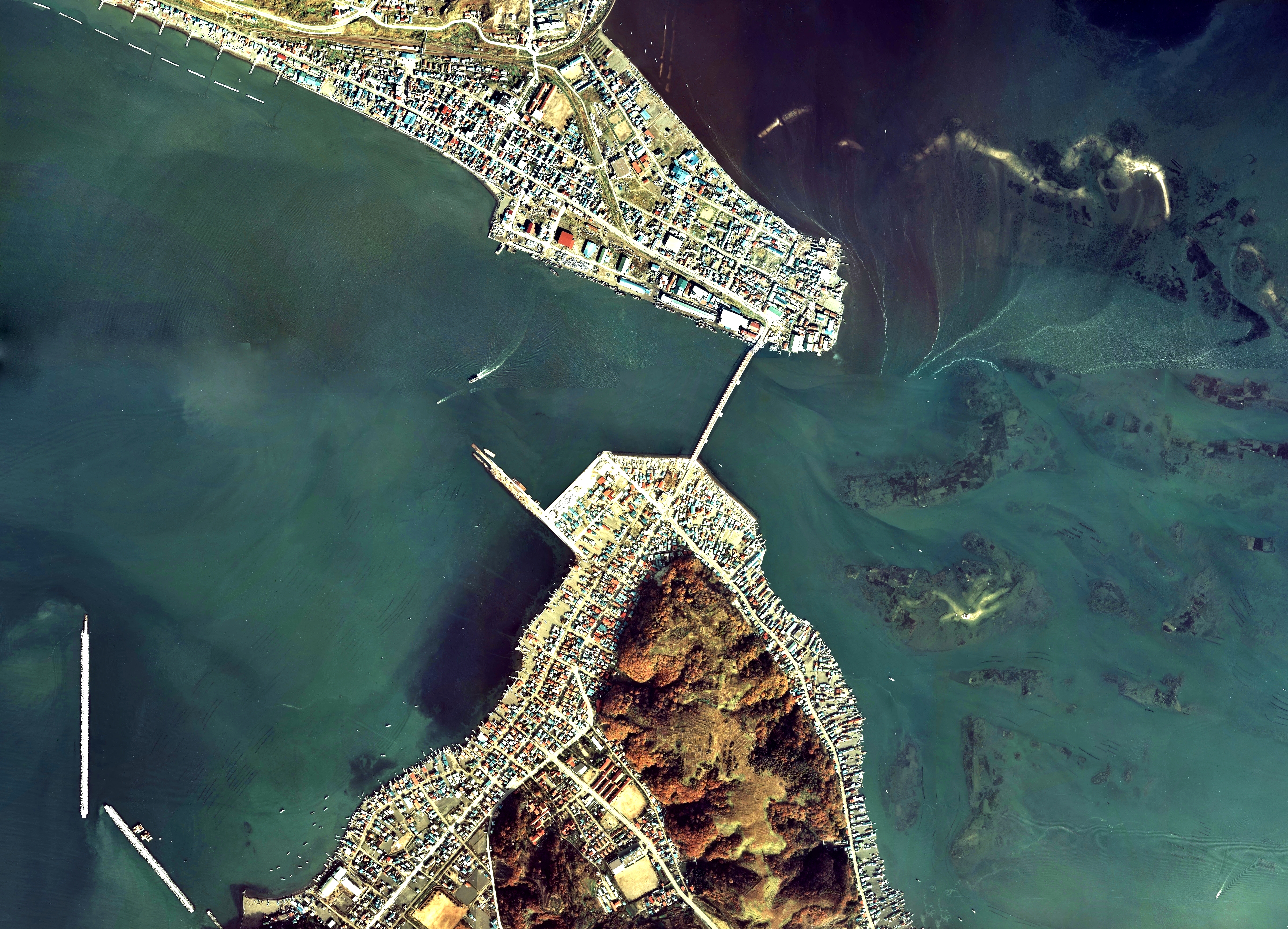
厚岸町中心部の空中写真。
厚岸大橋を挟んで左側が
厚岸湾、右側が厚岸湖。厚岸フェリーは厚岸大橋よりも厚岸湖側を航行していた。厚岸フェリー廃止後の1978年撮影の9枚を合成作成。
。

### 概説
厚岸町の市街地は、厚岸湾と厚岸湖の境に位置する水路の両岸に発展しており、水路の北側（湖北地区）と水路の南側（湖南地区）とを結ぶ道路渡船施設として、日本道路公団によって厚岸フェリーが運航していた。

### 航路の概要一覧
- 道路路線名：北海道道霧多布厚岸線[注釈 1][注釈 2]
- 起点：北海道厚岸郡厚岸町奔渡町（湖南地区）
- 終点：北海道厚岸郡厚岸町真竜町（湖北地区）
- 航路延長：650m
- 接岸施設：2ヶ所（可動桟橋2基）
- 総事業費：1億円
- 事業者：日本道路公団
- 当初料金徴収期間：1959年（昭和34年）8月2日から20年間
- 営業終了日：1972年（昭和47年）9月10日
- 通行料金（主なもの）[7]
  - 乗用自動車（小型二輪自動車を除く）4.3m以下：350円
  - 乗用自動車（小型二輪自動車を除く）4.3m超：550円
  - 貨物自動車　3.6m以下：250円
  - 貨物自動車　3.6mを超え4.3m以下：350円
  - 貨物自動車　4.3mを超え7.0m以下：550円
  - 貨物自動車　7.0mを超え9.0m以下：850円
  - 貨物自動車　9.0mを超え11.0m以下：1,100円
  - 貨物自動車　11.0m超：1,400円
  - 軽自動車・小型二輪自動車・原動機付自転車・軽車両（リヤカー）：100円
  - 軽車両（リヤカー以外）：250円
  - 旅客は基本的に無料[注釈 3]

## 就航までの経緯

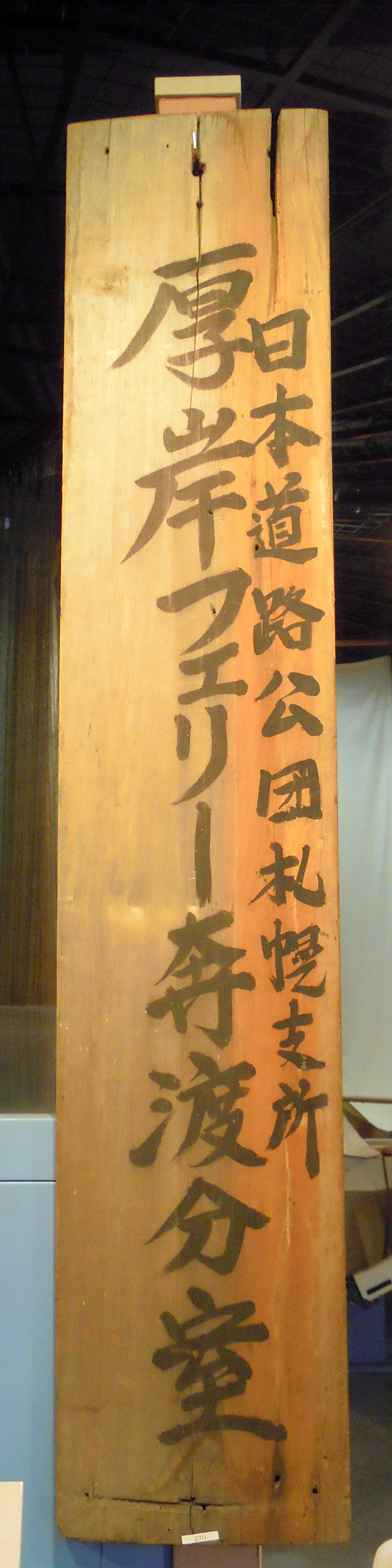
厚岸町海事記念館に残されている奔渡分室の看板。1971年に設置された札幌支所の文字があるため、廃止直前のもの

厚岸町は、天然の良港である厚岸湾を中心として海運・水産業で発展したこともあり、明治初期は湖南地区に市街地が形成された。1871年（明治4年）の開拓使出張所開設以降、郡役所や町役場といった行政機関も湖南地区に設置され続けた。一方、1917年（大正6年）に釧路から延伸した釧路本線は、湖北地区に厚岸駅を設け、同駅からの貨物線として厚岸湾沿いに浜厚岸駅を設置した。これに伴って湖北地区の開発も進み、両岸を行き来する必要性が高まっていった。
両岸の往来の手段として明治末期から架橋運動が行われたものの実現には至らず、焼玉船等による私営の渡船が行われていたが、1928年（昭和3年）には湖北地区と湖南地区とを結ぶ町営の渡船が就航した。その後、昭和20年代の後半になると、人口の増加や陸上輸送へのシフトといった情勢の変化から、渡船での連絡は限界を迎え、フェリーの就航が強く望まれるようになった。
1956年に日本道路公団が発足すると、道路整備特別措置法に基づく有料道路事業としてのフェリーが要望され、1958年度に事業化、同年9月13日に着工した。北海道における日本道路公団の有料道路事業は、厚岸フェリーが初めてであった。接岸施設の設計にあたっては、厚岸湾の早い潮流に対応できるよう、鋼管杭5本を組み合わせたドルフィンを2ヶ所に設置し、これに導船壁を取り付けて導船する仕組みが取られた。就航する厚岸丸及び接岸施設は、1959年（昭和34年）7月10日に工事完了し、同年8月2日から営業が開始された。湖北地区側に管理事務所が、湖南地区側に分室が設けられた。

## 営業の状況
厚岸港に水揚げされる水産物や湖南地区の林産資源の輸送のほか、両岸の自動車交通の発展及び厚岸道立自然公園の観光振興に寄与した。就航2年度目となる1960年度に年間27,361台だった利用台数は年々増加し、1963年度には年間5万台を超え、1967年度には年間10万台を突破、廃止前年度の1971年度には124,160台にのぼった。地元の運送業者による利用が輸送量の6割から7割を占め、湖北地区から湖南地区向けには日用雑貨や薪炭類が、湖南地区から湖北地区に向けては水産加工物や木材が主に運ばれた。

## 就航していた船舶
厚岸丸
140.12総トン、全長28m、幅4m、深さ2.5m、航海速力8.5ノット、旅客100名、自動車3台
千鳥丸
19.91総トン、全長14.29m、幅4.01m、深さ1.20m、航海速力7.0ノット、旅客96名、自動車1台（小型トラック）
千鳥丸は、厚岸フェリー就航以前に厚岸町が渡船に使用していた船で、厚岸丸が点検等で使用できない時期のみ、町からの無償貸与を受けて使用していた。

## 厚岸大橋の建設とフェリーの廃止

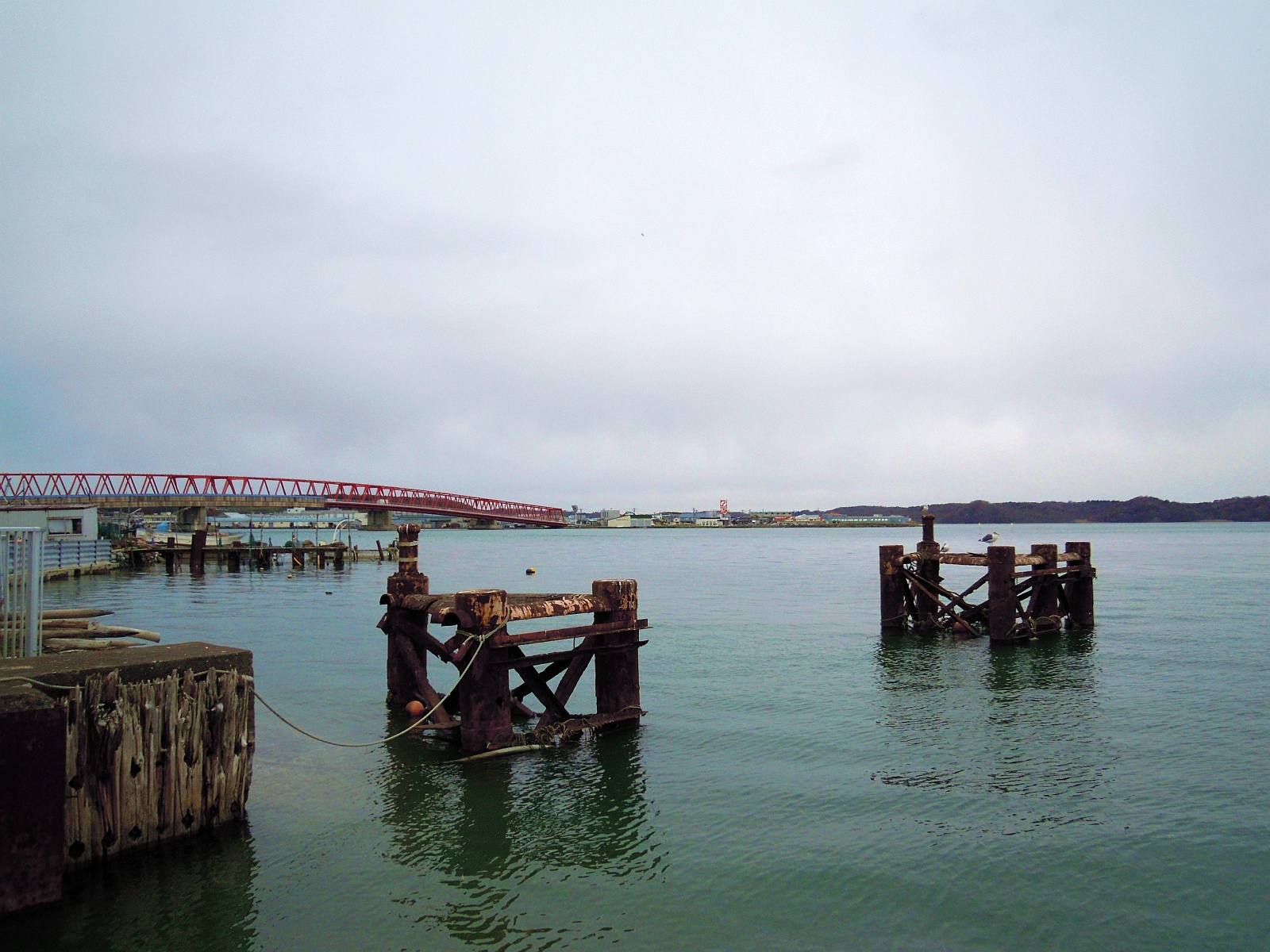
奔渡町側の厚岸湖上に残る桟橋の跡。奥に見える橋が厚岸大橋。

両岸市街地の人口増加や物流の拡大に伴い、フェリーの輸送能力は早々に限界に達していた。水産加工製品は湖南地区に集中していたため、低い輸送能力が鮮度低下を招いており、同じく湖南地区から搬出される木材についても、厚岸湖が結氷しフェリーが欠航しがちな冬季に運搬の最盛期を迎えることから、安定的な交通手段である架橋が求められていった。
1964年（昭和39年）に厚岸大橋架橋促進期成会が発足すると、各方面への要望や陳情が強化され、1965年（昭和40年）から架橋を含めた道道の改良工事の調査が始まった。1969年には試験工事が開始され、1972年に厚岸大橋が完成した。厚岸大橋の完成に伴い、同年9月10日の22時15分の便をもって廃止された。2016年現在、奔渡側に桟橋の一部が残存している。